# 水戸城

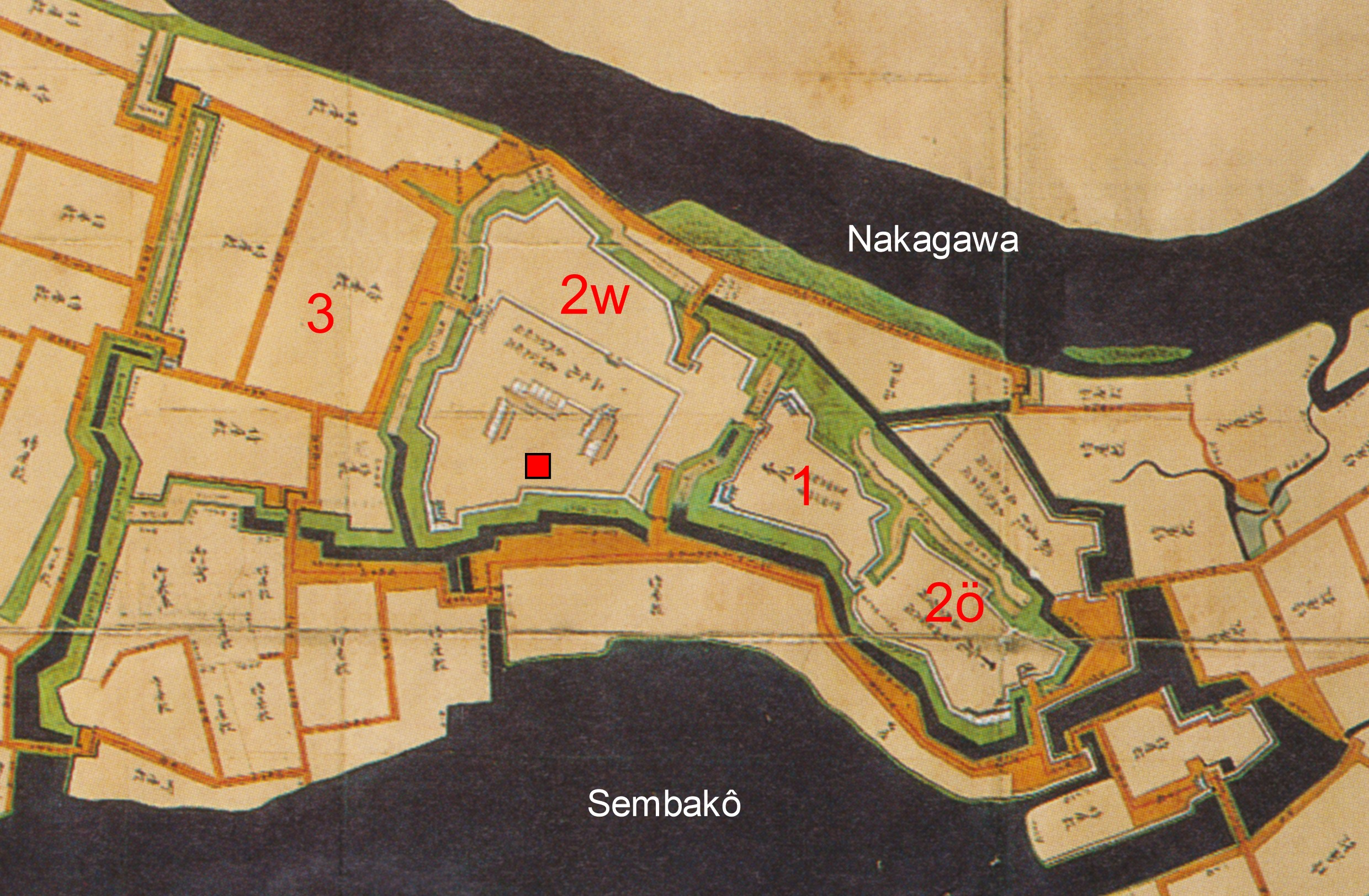
水戸城の縄張り図

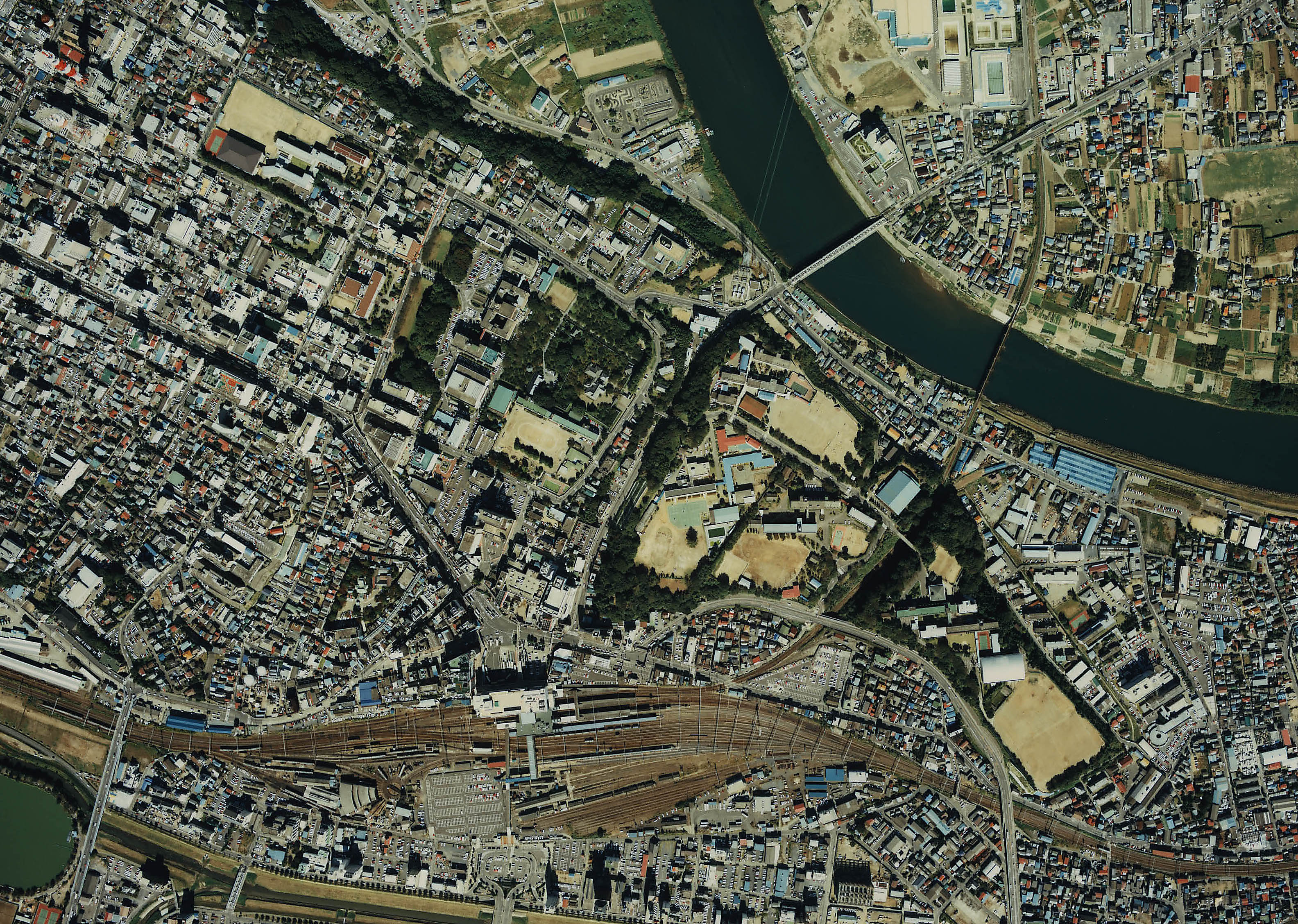
水戸城の航空写真
（1986年度撮影・国土航空写真）

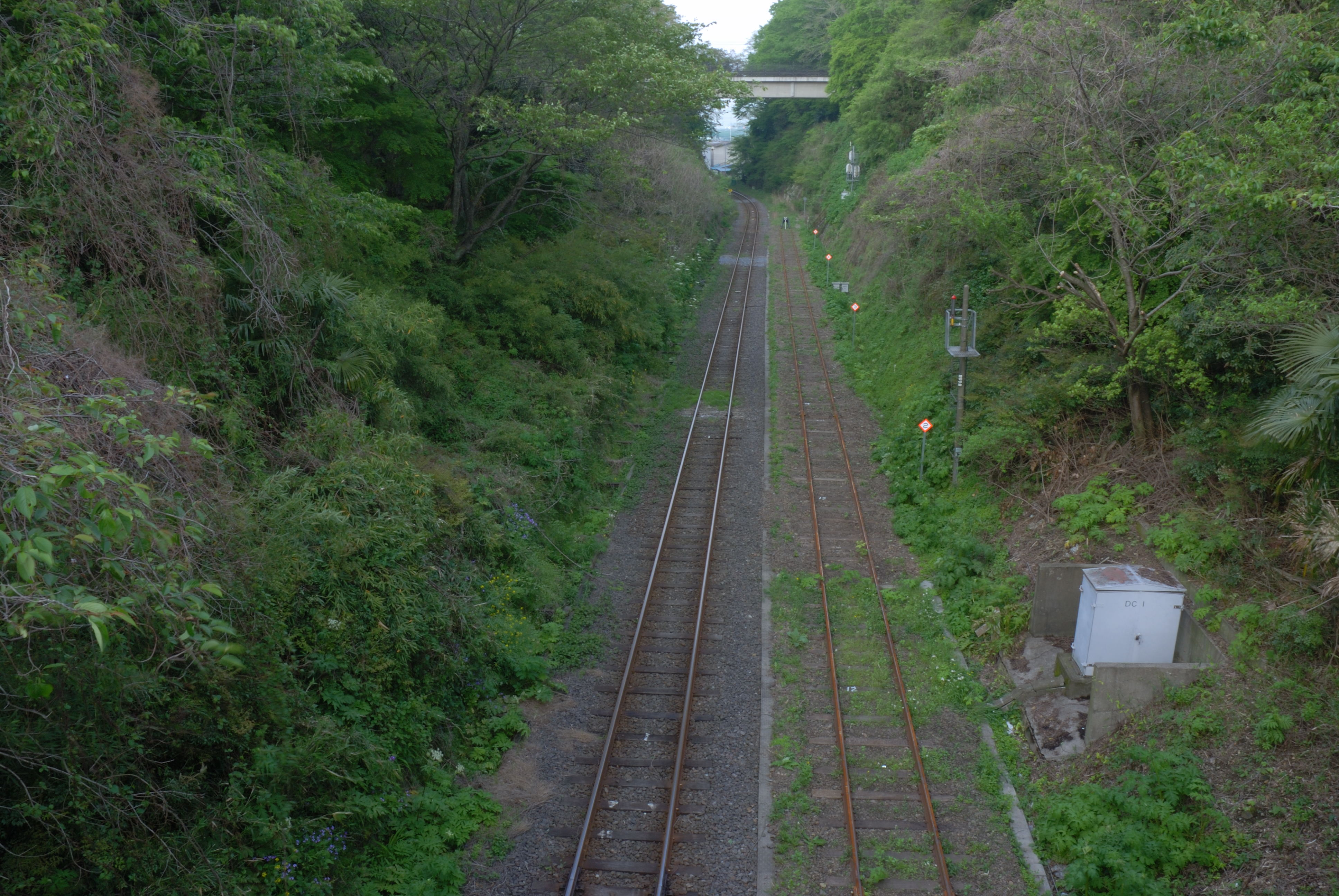
本丸空堀（現・JR水郡線）

水戸城（みとじょう）は、茨城県水戸市三の丸（常陸国茨城郡水戸）にあった日本の城。
江戸時代には、徳川御三家の一つ水戸徳川家の居城で、水戸藩の政庁が置かれた。茨城県指定史跡。三の丸にある藩校・弘道館は国の特別史跡。

## 概要
水戸市の中心部、水戸駅の北側に隣接する丘陵に築城された連郭式平山城である。北部を流れる那珂川と南部に広がっていた千波湖を天然の堀としていた。台地東端の下の丸（東二の丸）、から西に向かって本丸、二の丸、三の丸が配され、それぞれが空堀で仕切られていた。城郭は主に土塁と空堀で構成された戦国期東国の典型的な城である。
城の歴史は平安時代まで遡り、当初は馬場氏の居館が現在の本丸付近にあったと考えられている。その後、馬場氏を追いやった江戸氏が水戸城を居城とした。江戸氏の時代には二の丸が築かれ、現在の本丸が内城、二の丸が重臣の屋敷地などになったとされている。1590年、小田原参陣の功により所領安堵を得た佐竹氏は水戸城を強襲し、江戸氏は滅亡した。佐竹氏は本拠を太田城から水戸城に移し、水戸城は常陸国主佐竹氏の居城となる。佐竹氏時代に、三の丸、二の丸、本丸、下の丸が連なる、現在の縄張りの基礎ができたと考えられている。佐竹氏は関ヶ原の戦いで中立を守ったことで秋田に転封となり、徳川家の城として水戸城には武田信吉が封じらた。しかし信吉は翌年嗣子なく急死したことから、徳川頼宣が封じられ、以後御三家（水戸徳川家）の居城として明治を迎える。同じ御三家の尾張藩の名古屋城、紀州藩の和歌山城と違って戦国遺風が濃い連郭式の城である。水戸徳川家は参勤交代を行わない江戸定府大名であったため、水戸城が藩主の居城として使われることは少なく、城内の建築物は質素であった。
江戸時代の御殿は、二の丸に現在の茨城県立水戸第三高等学校と茨城大学教育学部附属小学校・附属幼稚園にまたがる形で存在した。三の丸には藩校などがあり、本丸は主に倉庫として使用されていたとされる。本丸を中心として使用していたのは江戸氏の頃とされる。江戸近隣の城は江戸幕府に憚り天守建造はしないが、それは御三家の水戸も例外ではなかった。しかし、外見は三層、中は五階建ての御三階櫓と称す大型の櫓があり天守閣の代用とされた。御三階櫓は明治の解体を免れたが、太平洋戦争時の水戸空襲で焼失し、以後再建されていない。
三の丸付近が城址として整備されており、土塁・空堀が現存している。三の丸には水戸藩藩校であった弘道館（国の重要文化財、特別史跡）が現存しており、弘道館の西側には旧茨城県庁舎が建っている。また、薬医門（茨城県指定有形文化財）は銅板葺に変更されたものの現存しており、現在は旧本丸にある茨城県立水戸第一高等学校・附属中学校に移築されている。この門は佐竹氏時代の建物と言われており現存する水戸城の建物で最古のものである。
現在の城跡は文教地区となっており、立ち入り禁止のエリアが多い。水戸一高の他、水戸三高、水戸市立水戸第二中学校、水戸市立三の丸小学校、茨城大附属小・幼稚園が建っている。三の丸小学校は校門や塀、校舎の多くを和風にしている。
明治期に二の丸と三の丸の間の堀は道路用地（県道232号市毛水戸線）、本丸と二の丸の間の堀は鉄道用地（JR水郡線）になった。

### 御三階櫓

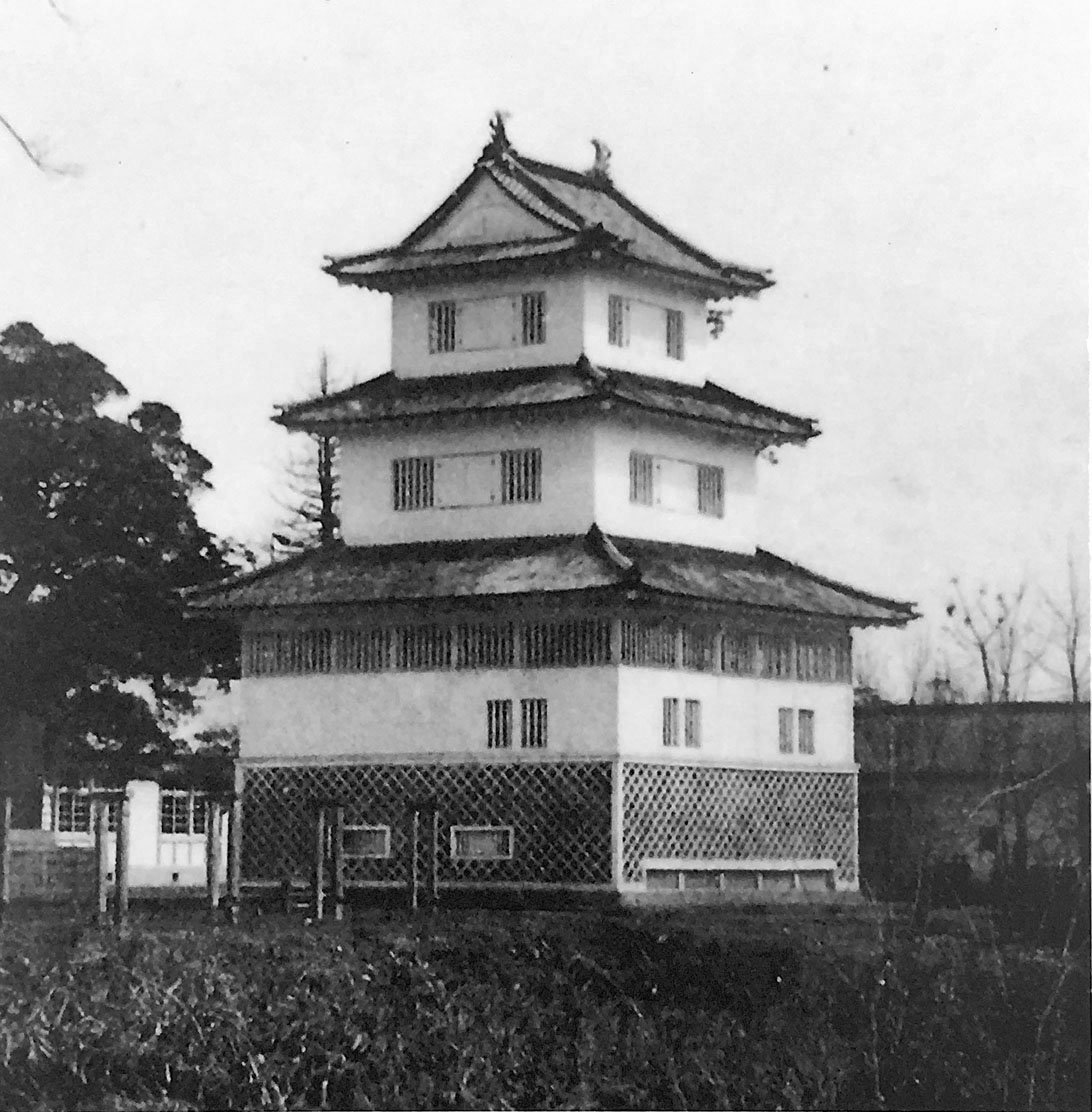
水戸城三階櫓

水戸城の御三階櫓の初代は「三階物見」と呼ばれる三重櫓であり、1764年（明和元年）に焼失した当時は銅板葺であったが、以前は茅葺であり極めて簡素であったという。焼失後、1766年（明和3年）に再建され三階櫓という実質上の天守となった。2代目の御三階櫓は、外観3重内部5階の最上重の入母屋以外の破風のない層塔型で、櫓台はなく、地面に敷かれた礎石の上に建っているものであった。下の部分、一階二階部分は海鼠壁であり、三階四階五階部分が白壁で、外見は三層、中身は五階であった。昭和戦前期までは残っていたが、1945年（昭和20年）8月2日の水戸空襲により焼失した。なお、空襲等太平洋戦争の戦災で焼失した天守相当の建築のうち復元されていないのは現在は水戸城だけである。

## 歴史

### 馬場・佐竹時代
築城は古く平安時代末期まで遡る。常陸国の大掾であった平国香の子孫である馬場資幹により建久年間（1190年 - 1198年）に築かれたとされる。以後、大掾氏（馬場氏）の居城となった。このため、佐竹氏が入城するまで「馬場城」と呼ばれていた。
1416年（応永23年） 室町時代に入り、上杉禅秀の乱で、当主の大掾満幹は上杉禅秀側に加担したが、足利幕府側についた江戸通房に敗れた。これにより、代わって江戸氏が新城主となり、その支配は以後7代（約170年間）続いた。以後、江戸氏は度々主家である佐竹氏と対立する。
- 1427年（応永34年）[2]大掾満幹が鹿島社の青屋祭に奉仕するために常陸府中（石岡）に向かった隙を突いて、江戸通房が水戸城を占拠する。
- 1510年（永正7年） 通雅・通泰の父子は主家と同格の地位を得た。
- 1590年（天正18年） 豊臣秀吉の小田原征伐の際に江戸重通は北条氏側に加担し、逆に佐竹義重・義宣父子は秀吉軍に参陣した。これにより佐竹氏は秀吉より常陸一国54万石を与えられた。義重・義宣は江戸氏の籠城する馬場城を攻め、1594年（文禄3年）に重通を敗走させた。

義宣はそれまでの居城であった太田城から、水戸城を重要な拠点と定めここに本拠を移した。義宣は入城するとすぐに城を大改修し、城名もそれまでの馬場城から水戸城に改めた。ところが、佐竹義宣は1600年（慶長5年）の関ヶ原の戦いでは曖昧な態度で終始したため、1602年（慶長7年）には徳川家康によって水戸から追放され、出羽国秋田に転封させられた（久保田藩）。
同年に家康は、奥州を睨む好地として五男の武田信吉を15万石で水戸に入城させたが、翌1603年（慶長8年）に嗣子無く没したので、十男の徳川頼宣を20万石で入城させた。

### 徳川時代
1609年（慶長14年） 頼宣には駿府藩50万石を与え、末子で十一男の徳川頼房が下妻城より25万石で入城して以降、廃城まで水戸徳川家の居城となった。頼房は城と城下町を拡充して二の丸に居館を構えた。天守と称するものは幕府に憚って構えず、破風などのない、巨大な三階櫓（内部は5階建て）を二の丸に建造した。また、櫓・多聞（長屋）も極端に少なく塀を多用したが、この質朴さは水戸徳川家の家風をよく表している。藩校の弘道館は1841年（天保12年）に9代藩主の斉昭によって開かれた（斉昭は翌年の1842年（天保13年）に日本三名園の一つである偕楽園を城の西部に開いている）。
幕末には水戸藩の藩論が分かれ、改革派の天狗党と保守派の諸生党の対立が起きた。1864年（元治元年）、遂に天狗党が筑波山で挙兵して天狗党の乱が起こった。この対立は明治維新まで続き、1868年（明治元年）には水戸城下で戦闘が行われ、弘道館に立て籠もる諸生党を天狗党が攻撃した。この際に城内の多くの建物が焼失した。

### 近現代
水戸城は1871年（明治4年） の廃藩置県により廃城となった。翌1872年（明治5年）7月19日に東京鎮台の歩兵2個小隊が駐屯し、東京鎮台の第4分営となった。同年に放火事件が起こり本丸隅櫓を焼失。他藩出身者の入城に反発した犯行とみられ（容疑者として江橋厚が挙げられたが釈放された）、犯人も捕まえられていない。
- 1945年（昭和20年）8月2日 水戸空襲により三階櫓を焼失。
- 1952年（昭和27年） 弘道館が国の特別史跡に指定される。
- 1964年（昭和39年） 弘道館正庁、至善堂、正門および塀が国の重要文化財に指定される（塀は附（つけたり）指定）。
- 1967年（昭和42年） 土塁と空堀が茨城県の史跡に指定される。
- 1983年（昭和58年） 薬医門が茨城県の指定建造物となる。
- 2006年（平成18年）4月6日 日本100名城（14番）に選定された。

#### 木造復元整備事業

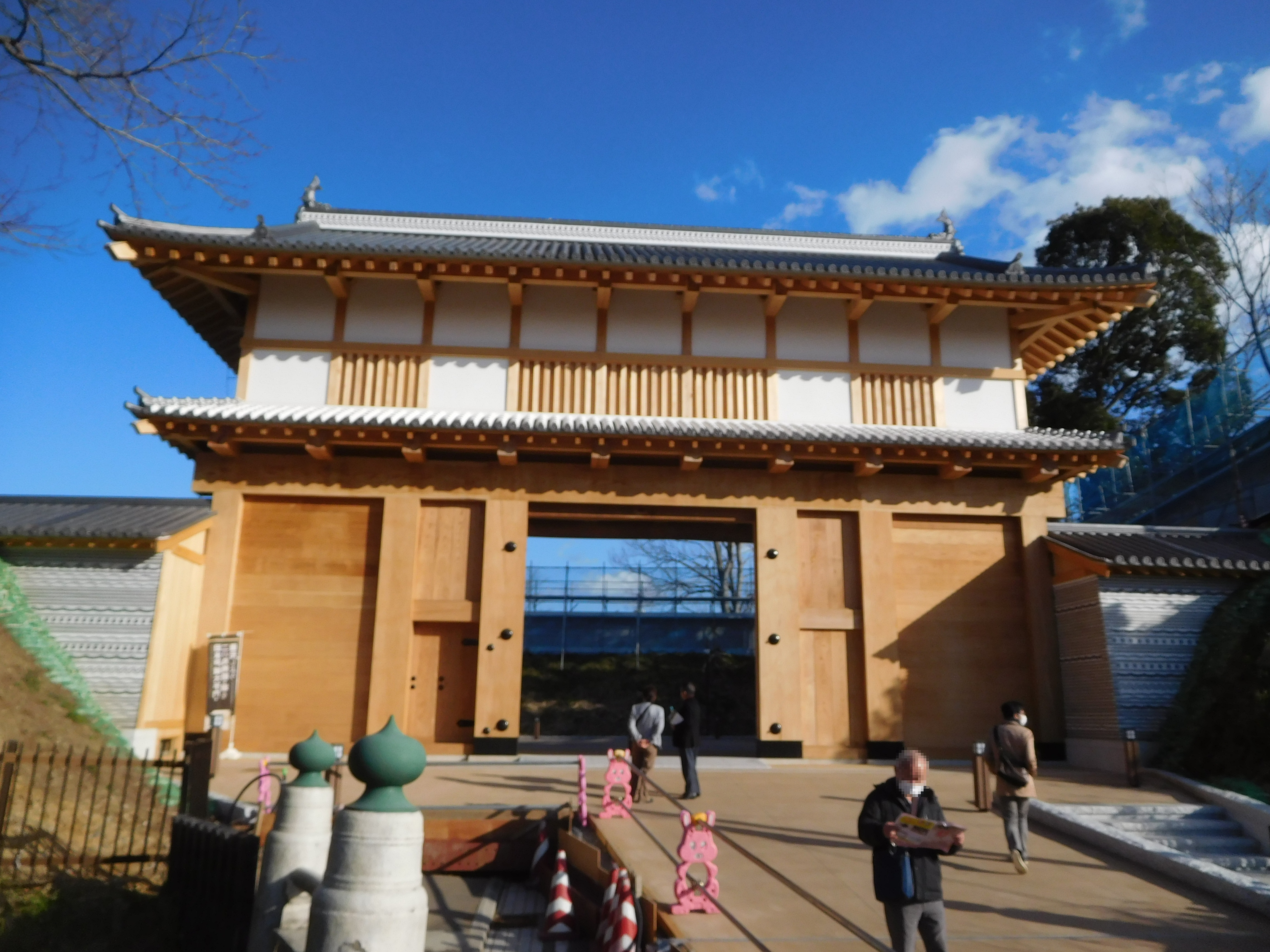
木造復元された大手門

平成に入ってから水戸市によって大手門や二の丸角櫓、柵町坂下門の整備計画が策定され木造復元などが進められており、大手門は2020年2月4日に木造復元式典が開かれた。
大手門復元では2015年（平成27年）、寄付を募る「一枚瓦城主」が始まった。同年4月には二の丸北口に有った「杉山門」が木造復元され周辺も整備された。大手門木造復元に向けての「一枚瓦城主」は、2018年（平成30年）6月30日をもって終了した。2020年(令和2年)、二の丸南口に有った柵町坂下門の木造復元が終了した。木造復元する二の丸角櫓の屋根に使用する瓦の寄付を募る「一枚瓦城主」の募集は2020年（令和2年）3月31日まで継続する。
大手門木造復元工事に先立つ発掘調査では、門と土塀の間に瓦と粘土を交互に積み上げた練塀が確認され、門と共に木造復元されている。また、木造復元による二の丸角櫓および二の丸土塀は、2021年6月27日より一般公開が開始されている。2025年現在、水戸市によると場所の関係から御三階櫓の木造復元計画は無い。

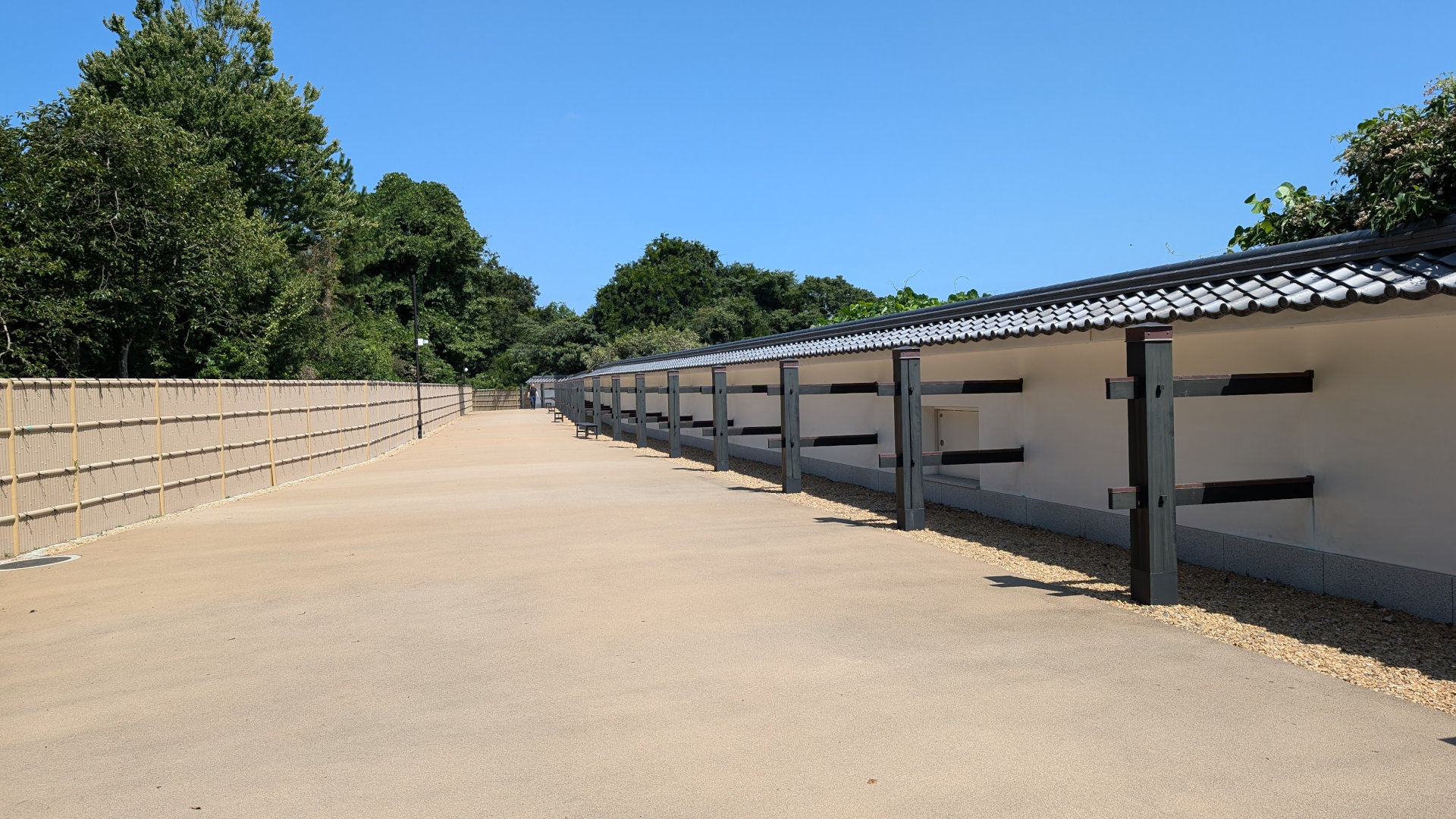
二の丸角櫓へ至る通路
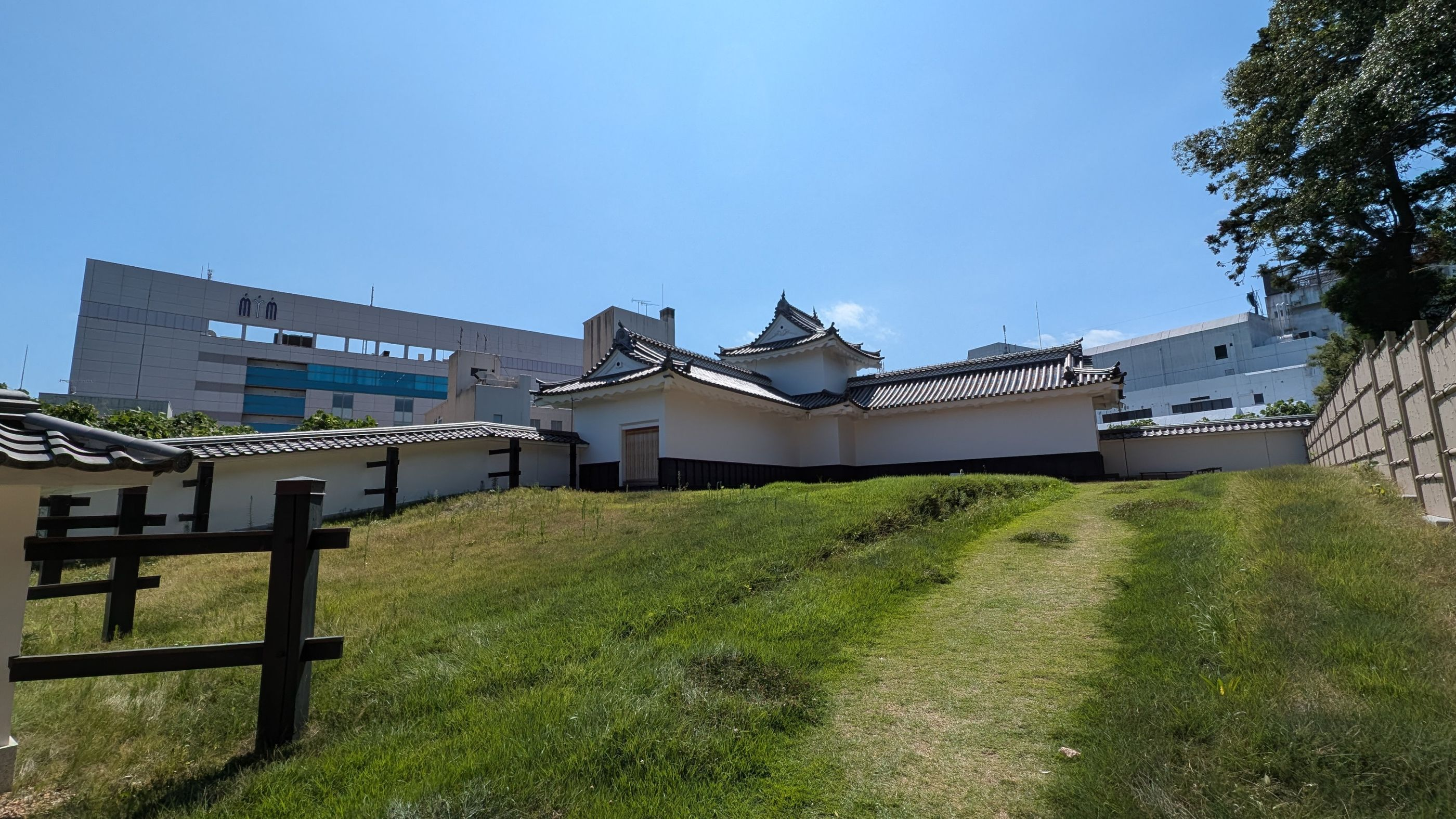
二の丸角櫓
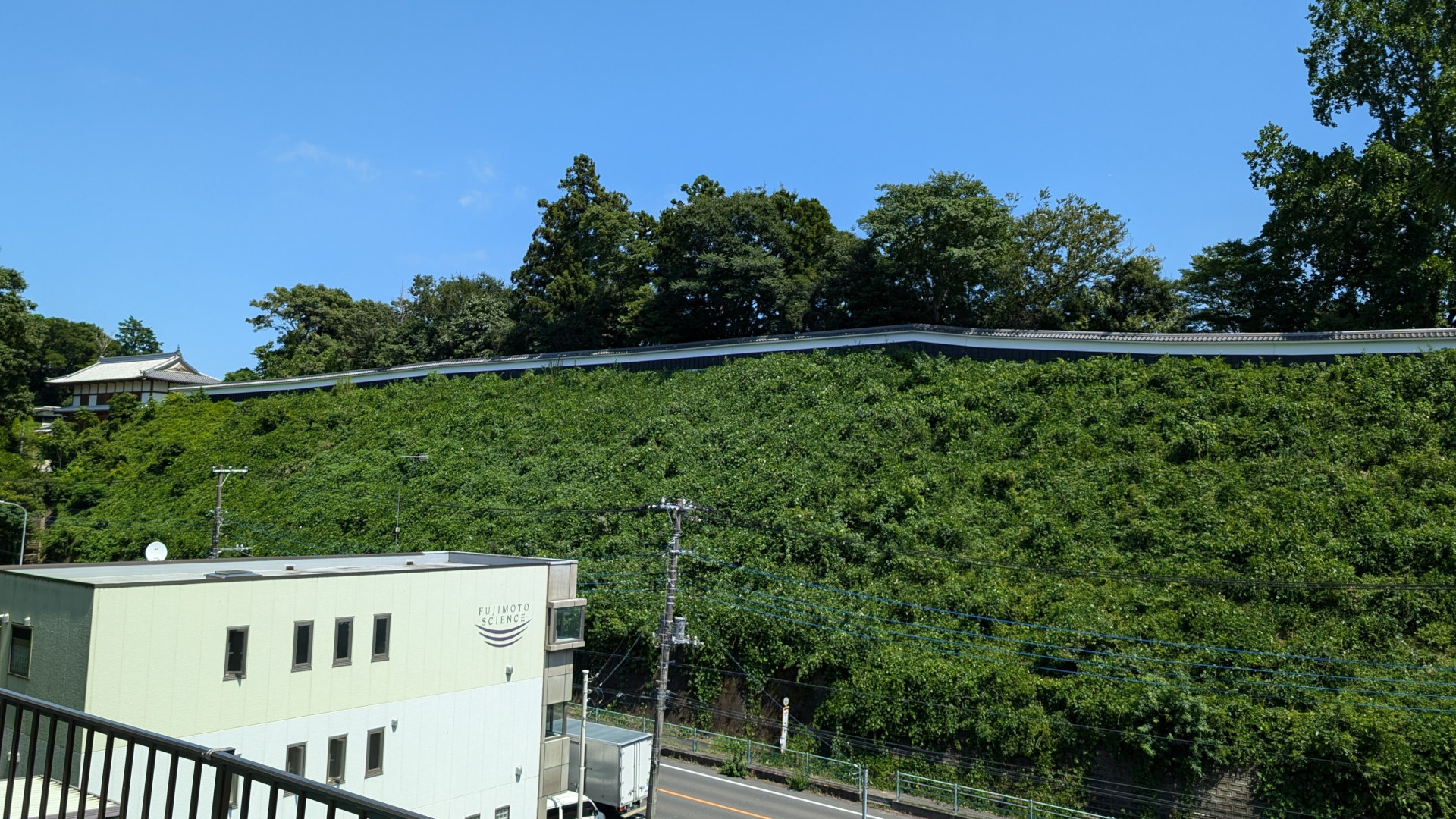
二の丸の土塁
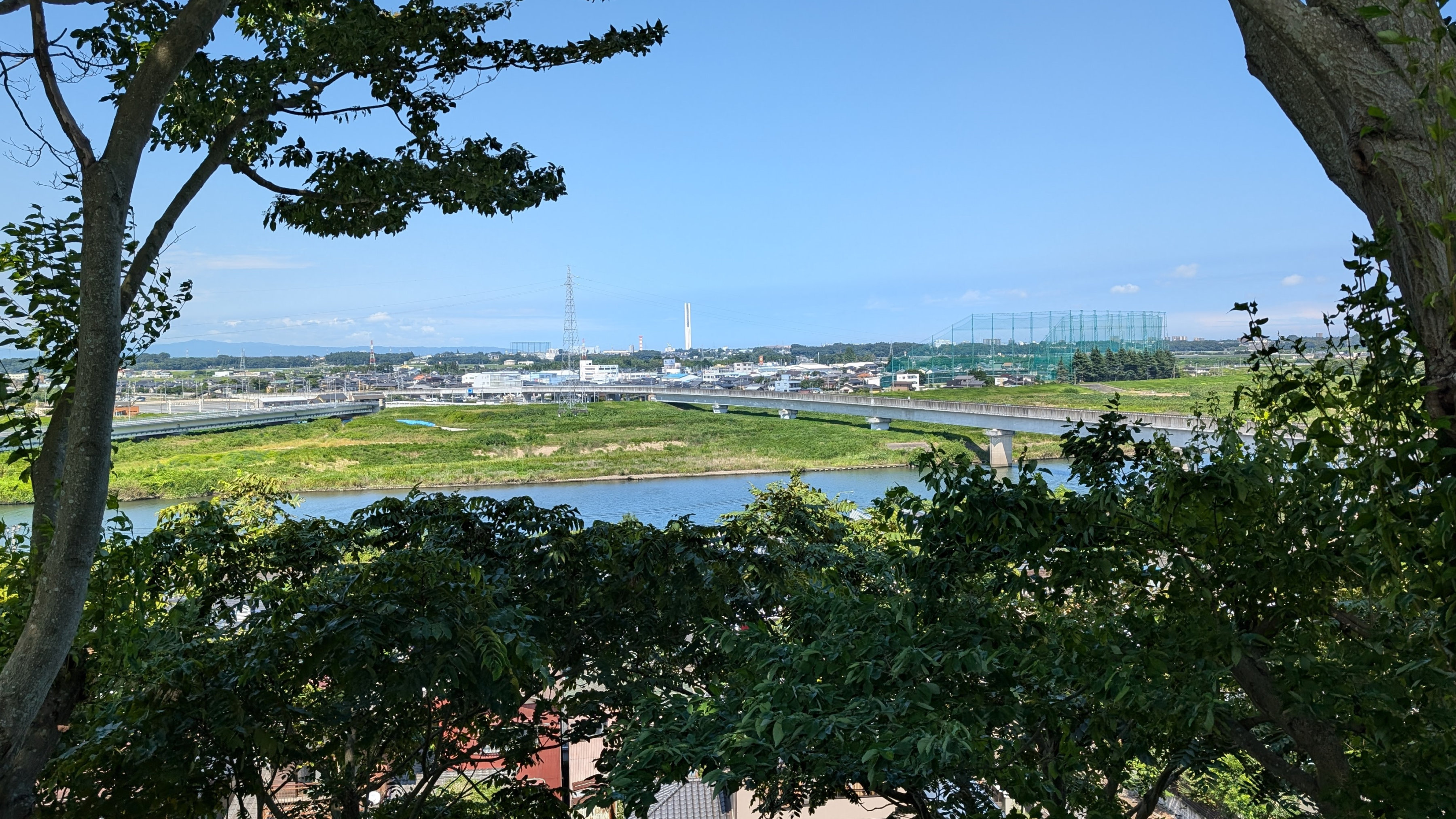
二の丸の見晴し台からの眺望

## 現地状況
所在地
- 茨城県水戸市三の丸

交通アクセス
- JR常磐線水戸駅から徒歩約8分

一般公開状況

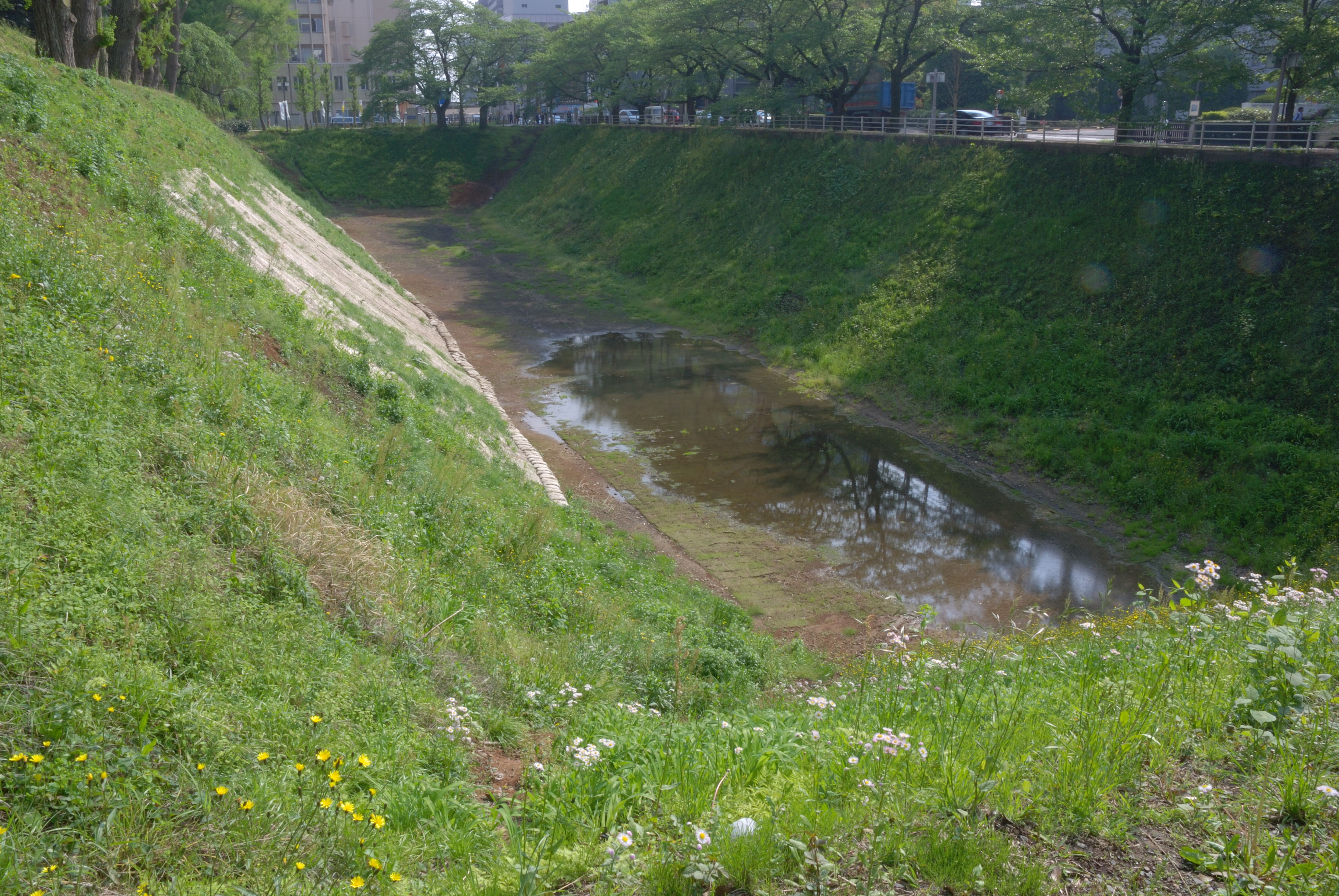
三の丸空堀

旧水戸城の城郭は、見学できる場所とできない場所に分かれている。
- 旧本丸 - 茨城県立水戸第一高等学校・附属中学校の敷地になっており、見学目的での立ち入りも可能。
- 旧二の丸 - 道路以外の学校敷地内には立ち入りができない。
- 旧三の丸 - 水戸市立三の丸小学校を除き、弘道館は有料で、その他の敷地は無料で立ち入りができる。